# Joppa femorata
Joppa femorata là một loài tò vò trong họ Ichneumonidae.